# Scinax humilis
Scinax humilis är en groddjursart som först beskrevs av Lutz 1954.  Scinax humilis ingår i släktet Scinax och familjen lövgrodor. IUCN kategoriserar arten globalt som livskraftig. Inga underarter finns listade i Catalogue of Life.